# 태풍 갈매기 (2008년)
태풍 갈매기(태풍 번호: 0807, JTWC 지정 번호: 08W, 국제명: KALMAEGI, 필리핀 기상청 지정 이름: Helen)는 2008년에 북서태평양에서 발생한 제7호 태풍으로 2008년 7월 15일에 발생하여 2008년 7월 19일에 소멸하였다. “갈매기”는 조선민주주의인민공화국에서 제출한 이름이다.

## 태풍의 진행

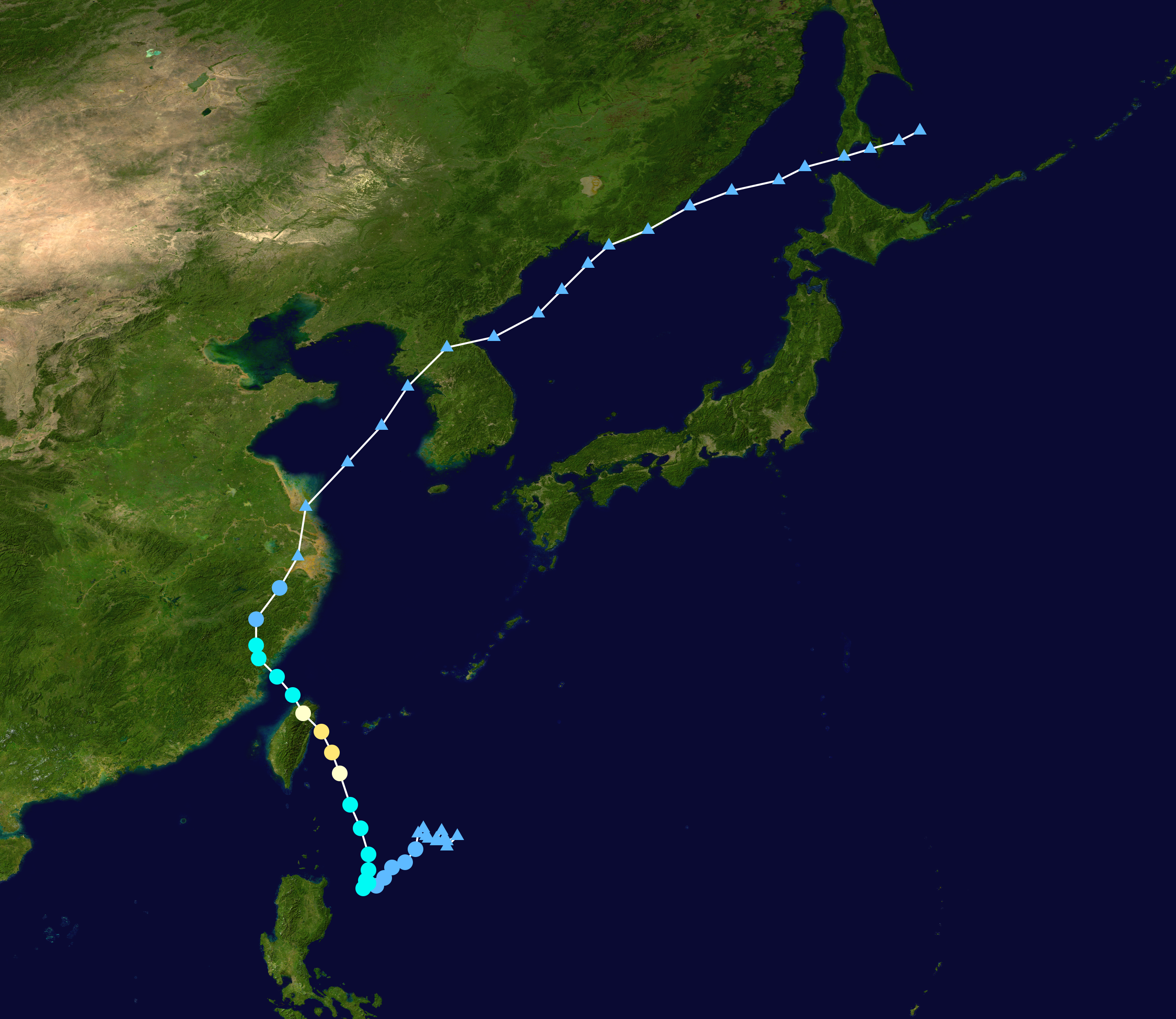
태풍 갈매기의 이동 경로

7월 13일, 일본 기상청의 지역특별기상센터(RSMC)는 필리핀 동쪽해상에서 열대저기압이 발생하였다고 발표하였고, 이어서 7월 14일에 미국 합동태풍경보센터(JTWC)에서도 열대저기압이 발생하였다고 발표하였다. 7월 15일에 JTWC와 일본 기상청은 이 열대저기압의 등급을 열대저기압(TD)에서 열대폭풍(TS)으로 상향 조정하였고, 지역특별기상센터에서는 태풍 갈매기가 발생하였다고 발표하였다. 대한민국 기상청에서도 같은 날 오후 3시에 필리핀 마닐라 북동쪽 약 490 km 부근 해상에서 중심기압 996 hPa, 최대풍속 18 m/s, 강풍반경 약 150 km의 태풍 갈매기가 발생하였다고 발표하였다. 태풍 갈매기는 대만을 향하여 북북서진하면서 급속히 발달하여 7월 17일에 JTWC와 일본 기상청에서는 태풍 갈매기의 등급을 태풍(TY)으로 상향조정하였고, 대한민국 기상청에서도 같은 날 오전 9시에 중심기압 970 hPa, 최대풍속 35 m/s, 강풍반경 약 250 km의 강도는 '강', 크기는 '소형'의 태풍(TY)으로 발달하였다고 발표하였고, 오후 3시에 태풍으로서의 최성기를 맞이하였다.
최성기를 맞이한 후 매우 발달한 태풍 갈매기는 7월 17일 오후 8시 40분에 대만 북동부에 위치한 이란현에 처음 상륙하였다. 육지에 처음 상륙한 태풍 갈매기는 대만을 통과하면서 점차 약화되어 중앙기상국에서는 태풍 갈매기의 등급을 열대폭풍(TS)으로 하향조정하였다. 대만을 통과한 태풍 갈매기는 다음 날인 7월 18일 오전 8시 20분에 대만 해협으로 빠져 나왔다.
대만을 관통하면서 약화된 태풍 갈매기는 열대폭풍(TS)의 등급으로 대만 해협을 건너, 7월 18일 오후 6시 50분 중국 남동부의 푸젠성 샤푸현에 상륙하였다.
중국 대륙에 처음 상륙한 이후 계속 북서진 하던 태풍이 편서풍의 영향으로 진행 방향을 북동진으로 전향하면서 더욱 약화되었고, 7월 19일 미국 합동태풍경보센터(JTWC)와 일본 기상청의 지역특별기상센터(RSMC)는 태풍 갈매기의 등급을 열대저기압(TD)으로 낮춤으로써 중국 내륙에서 태풍이 소멸하였다고 발표하였다. 그러나 대한민국 기상청은 태풍 갈매기가 중국 내륙에서 소멸하지 않고, 열대폭풍(TS)의 등급으로 중국 내륙을 통과한 후 7월 20일 황해로 진출하였다고 해석하였다. 그리고 같은날 오후 6시에 군산 서쪽 약 170 km 부근 해상에서 중심기압 1000 hPa의 열대저압부로 약화되었다고 발표하였다. 그 후 다음 날인 7월 21일 오전 3시에 열대저압부에서 온대저기압으로 변질되었다는 정보를 지상 일기도에 표시하였다.

## 피해

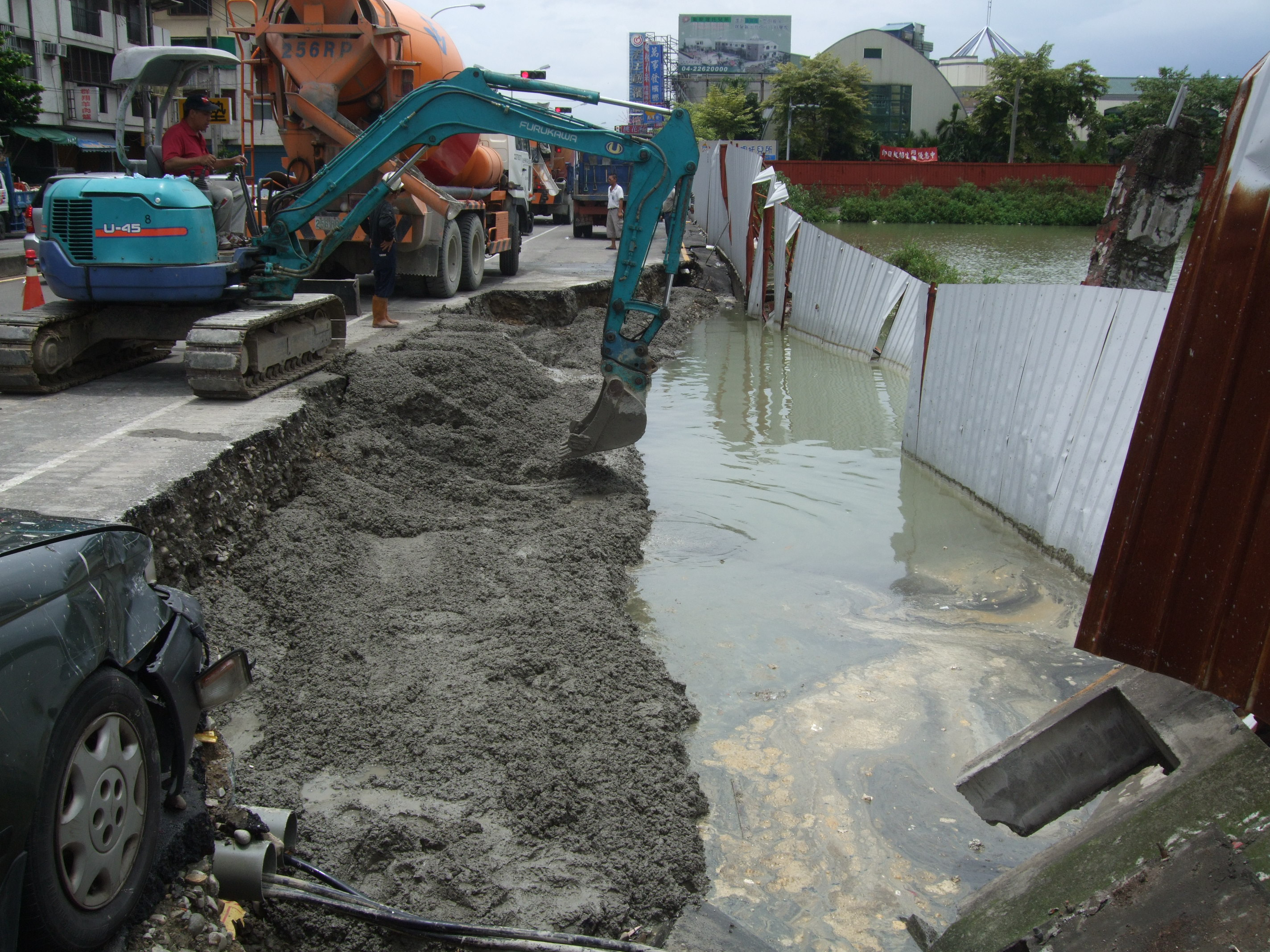
태풍 갈매기로 인하여 타이중시의 유실된 도로를 복구단이 파견되어 복구하고 있다.

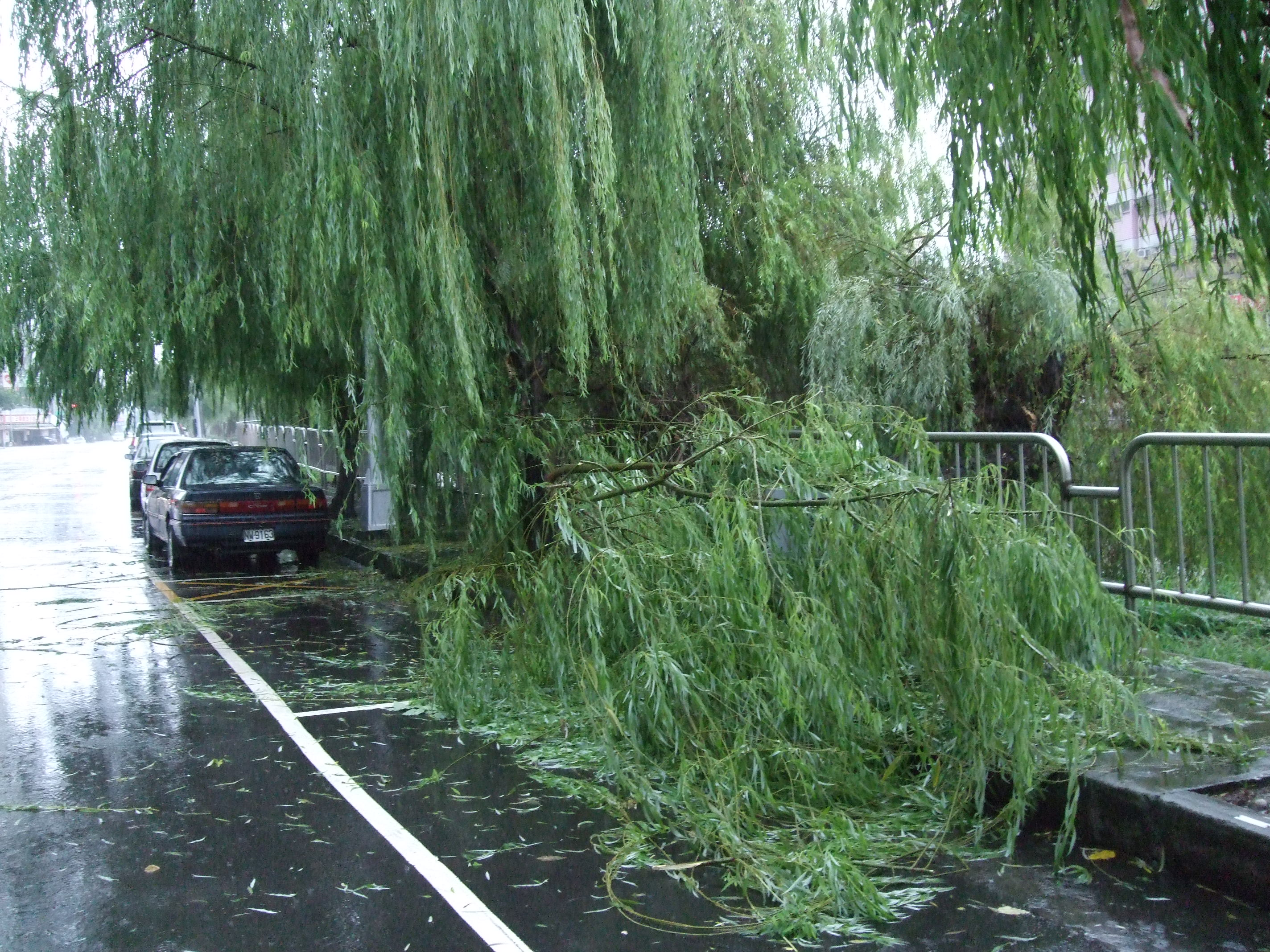
태풍 갈매기로 인하여 발생한 강풍으로 타이중시의 길 옆 가로수가 쓰러져 있다.

### 필리핀
태풍 갈매기가 필리핀 루손섬의 북부(주로 일로코스 지방과 카가얀밸리 지방) 부근을 지나면서 2명이 사망 등의 피해가 발생하였다. 태풍 갈매기로 인하여 발생한 총 재산 피해는 560만 페소로 집계되었고, 루손섬 북부에 있는 82개 마을의 약 130만 페소 정도의 농작물 피해가 발생하였다. 한편, 필리핀 기상청에 따르면 태풍 갈매기가 남서풍을 강화시키면서, 루손섬 지역에 많은 비를 내리게 하였다고 밝혔다. 많은 비로 인하여 메트로 마닐라 일부 지역의 학교에 휴교령이 내려지기도 하였다.

### 대만
대만에서는 태풍 갈매기가 직접 상륙하여 지방공항이 폐쇄되고 학교는 임시 휴교에 들어갔다. 그리고 최소 13명이 숨지고, 8명이 실종되었으며 65만 가구에 상수도가 끊기기도 하였다. 대만 남부 타이난시의 일부 산악 지역에서는 1100 mm가 넘는 폭우가 내렸다. 대만의 지역 언론들은 태풍이 통과하면서 정전이 되어 타이난 시, 난터우, 타이중시에 거주하는 약 11만 5천명의 사람들이 피해를 보았다고 보도하였다. 태풍 갈매기로 인하여 대만에 총 3억 신 대만 달러의 재산 피해가 집계되었고, 5100 ha의 농경지와 과수원이 피해를 입었다.

### 중국
태풍 갈매기가 중국 남부를 향해 북서진하면서, 중국 당국은 푸젠성의 샤푸현과 저장성의 해안과 저지대 주민 36만 여명을 대피시켰고, 많은 학교와 기업들의 업무가 일시 중단되었다.

### 대한민국
태풍 갈매기가 북상하면서 그 전면에서 발달한 장마 전선의 영향으로 7월 19일에 서해상에서 강한 비구름대가 발생하였다. 그 영향으로 주로 대한민국의 중부 지방에 피해가 발생하였는데, 특히 7월 19일 하룻 동안 충청북도 청주 우암산에 222.0 mm로 가장 많은 비가 내렸고, 청주 시내에 198.0 mm가 내리는 등 주로 비는 한반도의 중부 지방에 집중되었다. 많은 비로 인하여 청주에서는 무심천에 주차되어 있던 승용차들이 침수되거나 떠내려갔고, 주택과 도로가 침수되었다. 충청남도 공주와 연기에서도 도로와 농경지가 침수되고, 인천에서도 주택이 침수되는 등 피해가 발생하였다.

### 조선민주주의인민공화국
조선민주주의인민공화국에서 관측된 강수량은 강원도에 90~280 mm, 황해도에 80~130 mm로 주로 강원도와 황해도 지방에 비가 집중되었고, 특히 강원도 세포군과 황해남도 청단군 등 31곳에 100 mm 이상의 비가 내렸다. 평양에는 65 mm의 강수량을 기록하였다.

## 같이 보기
- 태풍 갈매기
- 태풍 찬홈 (2015년)
- 태풍 피토 (2013년)
- 태풍 스팟 (2007년)
- 태풍 사올라 (2012년)